# Alopecia (album)
Alopecia è il secondo album in studio della band americana Why?, pubblicato da Anticon l'11 marzo 2008.
Metacritic, che assegna un punteggio medio ponderato su 100 alle recensioni dei critici, ha dato all'album un punteggio medio del 76% sulla base di 21 recensioni, indicando "recensioni generalmente favorevoli".
Pitchfork ha inserito Fatalist Palmistry al numero 94 della lista "100 migliori tracce del 2008".

## Tracce
1. The Vowels, Pt. 2 – 4:04
2. Good Friday – 3:50
3. These Few Presidents – 3:04
4. The Hollows – 3:55
5. Song of the Sad Assassin – 4:13
6. Gnashville – 3:49
7. Fatalist Palmistry – 3:53
8. The Fall of Mr. Fifths – 3:16
9. Brook & Waxing – 2:35
10. A Sky for Shoeing Horses Under – 2:29
11. Twenty Eight – 0:44
12. Simeon's Dilemma – 3:33
13. By Torpedo or Crohn's – 4:04
14. Exegesis – 1:37